# Grünhäuser Bruderberg

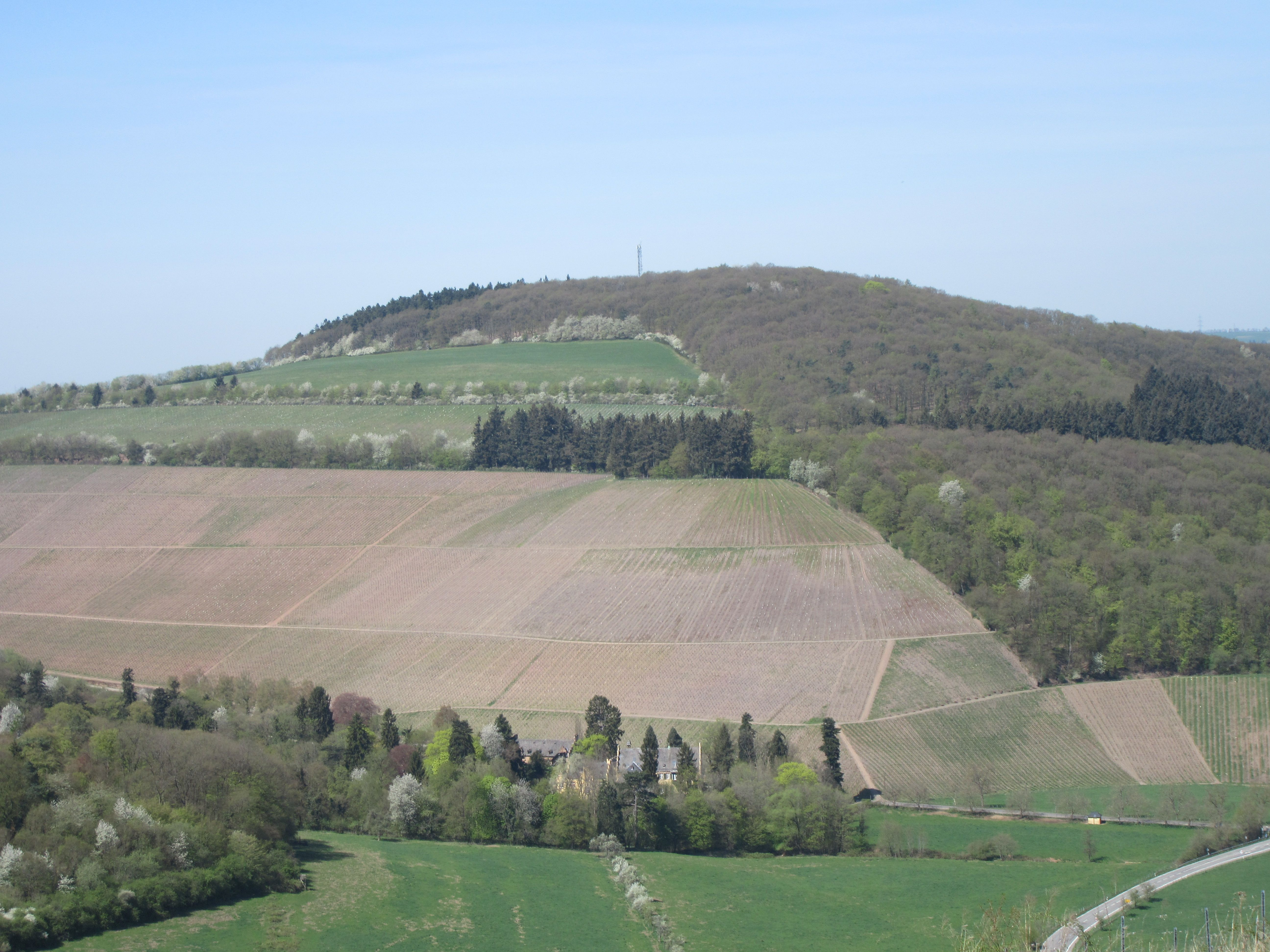
Der Grüneberg mit Abtsberg und Bruderberg (rechts unten)

Der Grünhäuser Bruderberg  (Reg.-Nr. der Weinbergrolle 45 01 15) ist eine der drei Einzellagen des Weinguts Maximin Grünhaus in Mertesdorf im Landkreis Trier-Saarburg (Rheinland-Pfalz).
Neben dem Bruderberg gibt es noch die Einzellagen Grünhäuser Abtsberg und Grünhäuser Herrenberg.
Sie alle unterscheiden sich durch Bodenart, Hangneigung und Mikroklima.
Der Bruderberg misst gut einen Hektar und ist der direkte Nachbar des Abtsberg, daher hat er auch den gleichen blauen Schieferboden. Die Weine sind von sehr würziger, manchmal rustikaler Schiefermineralität geprägt, werden ausschließlich als Qualitätsweine deklariert und besitzen eine außerordentliche Lagerfähigkeit.
Die Parzellen liegen am Südosthang des Grüneberges.